# ميهاي لوكا
ميهاي لوكا (بالرومانية: Mihai Luca)‏ (17 مارس 1988 في رومانيا - ) هو لاعب كرة قدم روماني في مركز حراسة المرمى. لعب مع نادي فاسلوي وCSM Pașcani ‏ وCSM Cetatea Suceava ‏.

## وصلات خارجية
- ميهاي لوكا على موقع قاعدة بيانات كرة القدم.إي يو (الإنجليزية)
- ميهاي لوكا على موقع Soccerway.com (الإنجليزية)